# Здруйно (Поморське воєводство)
Здруйно (пол. Zdrójno) — село в Польщі, у гміні Осечна Староґардського повіту Поморського воєводства.
Населення — 42 особи (2011).

## Демографія
Демографічна структура станом на 31 березня 2011 року:
|          | Загалом | Допрацездатний вік | Працездатний вік | Постпрацездатний вік |
| -------- | ------- | ------------------ | ---------------- | -------------------- |
| Чоловіки | 21      | 4                  | 16               | 1                    |
| Жінки    | 21      | 7                  | 8                | 6                    |
| Разом    | 42      | 11                 | 24               | 7                    |